# Association sportive de Villeurbanne et de l'Éveil lyonnais rugby
Ne doit pas être confondu avec l'Association sportive villeurbannaise, club créé en 1899 et disparu en 1948.
Pour l'article concernant le club omnisports, voir Association sportive de Villeurbanne Éveil lyonnais.
Maillots
L’Association sportive de Villeurbanne et de l’Éveil lyonnais rugby, ou ASVEL rugby, est la section rugby à XV du club omnisports français de l'ASVEL, situé à Villeurbanne.
L'équipe première disparaît à partir de la saison 2020-2021 au profit de l'« association support » du Stade métropolitain, union entre l'ASVEL et le RC Rillieux.

## Histoire

### Prémices du rugby à Villeurbanne
En 1899, un premier club est créé sous le nom d'Athletic club de Villeurbanne. Il devient l'Amicale des Charpennes en 1907, l'Amicale sportive villeurbannaise en 1931 puis l'Association sportive villeurbannaise en 1933.

### Création de l'ASVEL
En décembre 1948, les clubs de l'Association sportive villeurbannaise et de l'Éveil lyonnais fusionnent afin de donner naissance à l'Association sportive de Villeurbanne et de l'Éveil lyonnais, plus connue sous son acronyme ASVEL.
En 1972, la section féminine du club remporte le tout premier championnat de France.

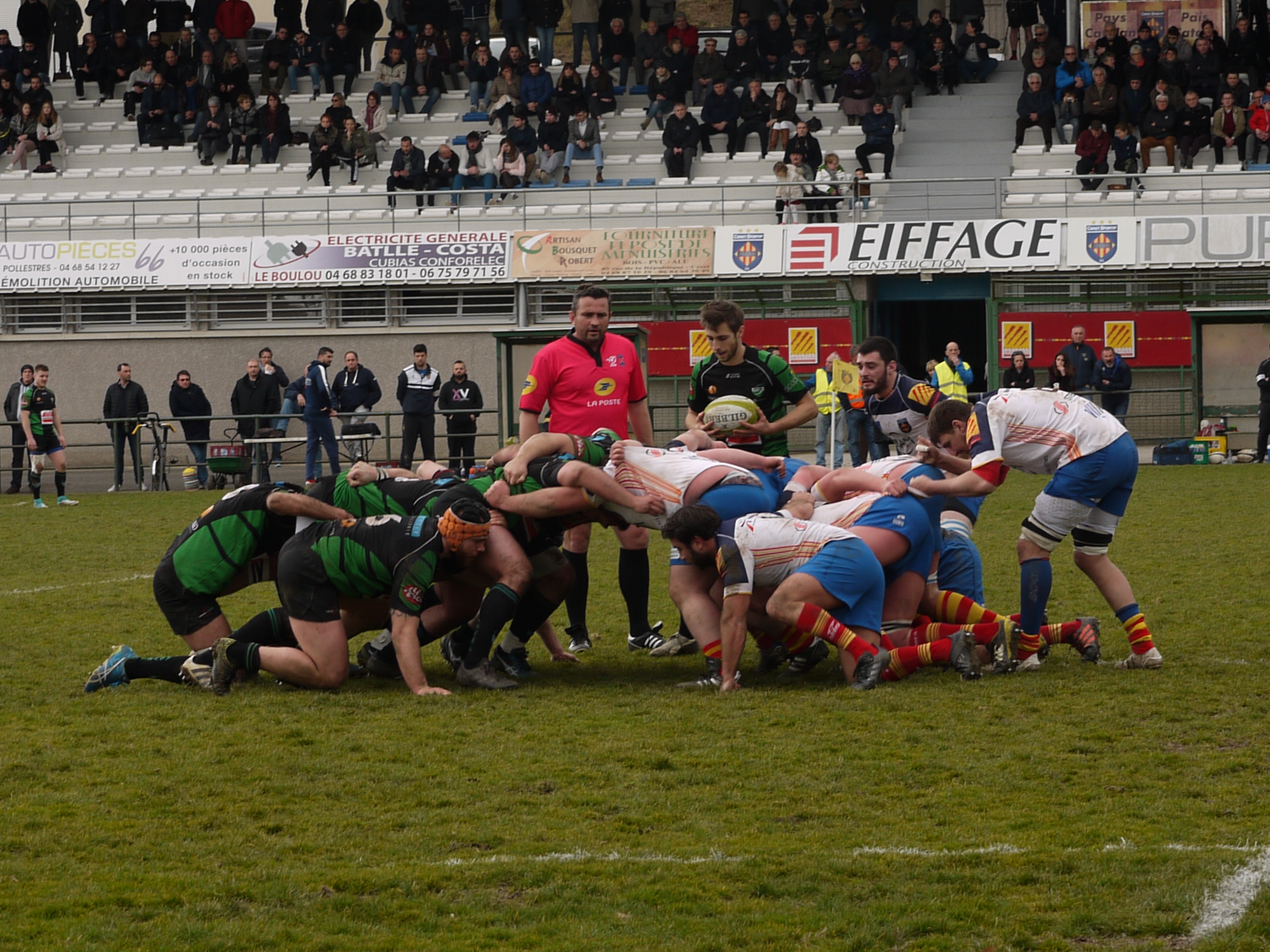
Match contre le Céret sportif en 2018.

La section rugby atteint le plus haut niveau amateur, la Fédérale 1, à l’issue de la saison 2007-2008. Relégué en divisions inférieures, le club est vice champion de France de Fédérale 2 à l'issue de la saison 2015-2016, et retrouve la Fédérale 1 pour la saison 2016-2017.

### Participation au sein du Stade métropolitain
A la fin de la saison 2019-2020, les équipes de l'ASVEL et du RC Rillieux, évoluant alors respectivement en Fédérale 1 et Fédérale 2, s'associent afin de créer le Stade métropolitain ; l'équipe première est engagée en Fédérale 1, ; ce dernier club étant une « association support » et non le produit d'une fusion par absorption, l'école de rugby de l'ASVEL continue d'exister.

## Palmarès
- Vice-champion de France Fédérale 2 2016
- Vice-champion de France Juniors CRABOS 2001
- Vice-champion de France Juniors REICHEL 2000
- Demi-finaliste juniors CRABOS 1999
- Vice-champion de France cadets C 1997
- Champion du Lyonnais Honneur: 1989
- Champion de France deuxième série : 1957
- Champion du Lyonnais Honneur : 1963, 1989

Section féminine
- Champion de France : 1972

## Les finales du club
| Compétition       | Date de la finale | Vainqueur                   | Score   | Finaliste   | Lieu de la finale               | Spectateurs |
| ----------------- | ----------------- | --------------------------- | ------- | ----------- | ------------------------------- | ----------- |
| 2e série          | 05/05/1957        | ASVEL Rugby                 | 13 - 3  | US Saintes  | Stade de Diénat, Montluçon      | -           |
| Deuxième division | 19/06/2016        | Saint-Jean-de-Luz olympique | 24 - 21 | ASVEL Rugby | Stade Raymond-Faucher, Malemort | -           |

| Compétition                    | Date de la finale | Vainqueur       | Score   | Finaliste   | Lieu de la finale                | Spectateurs |
| ------------------------------ | ----------------- | --------------- | ------- | ----------- | -------------------------------- | ----------- |
| Cadets régionaux               | 08/06/1997        | Capestang       | 18-17   | ASVEL Rugby | Stade Maurice-Chevalier, Sorgues | -           |
| Juniors A Coupe Frantz Reichel | 21/05/2000        | Section paloise | 33 - 24 | ASVEL Rugby | Stade Marcellin-Aïta, Sérignan   | -           |
| Juniors B Coupe René Crabos    | 03/06/2001        | RC Massy        | 22 - 14 | ASVEL Rugby | Stade Gilles-Pothier, Chagny     | -           |
| Juniors Balandrade Lyonnais    | 31/03/2018        | ASVEL Rugby     | 17 - 11 | US bressane | -                                | -           |

## Personnalités du club

### Joueurs emblématiques
- Christophe Monteil
- Arthur Bordes
- Romain Bournel
- Vincent Jayet
- Guilhem Belliard
- Mickaël Truchet
- Kévin Lochet
- Samuel Maarouf
- Rios Benato
- Alexis Brochet
- Kévin Bouly
- Mickaël Campeggia
- Frédéric Glas
- Mathieu Diebolt
- Lionel Gonnet
- Florian Fritz (jusqu’en juniors)
- Gérald Gambetta
- Mickaël Mabilon
- Franck Maréchal
- Frédéric Montagnat
- Rémy Vaquin
- Sylvain Mottet
- Pierre Saby

### Entraîneurs
- -2007 : Raphaël Saint-André
- 2008-2009 : Cédric Chaubeau - David Lazert
- 2009-2012 : Gilles Coquard - Stéphane André
- 2012-2013 : Stéphane André - Antoine Nicoud
- 2013-2016 : Antoine Nicoud - Thomas Choveau
- 2016-2018 : Romain Véniat - Pascal Peyron
- 2018- : Julien Lestang - Pascal Peyron